# Atte Engren
Atte Engren (ur. 19 lutego 1988 w Rauma) – fiński hokeista, reprezentant Finlandii.

## Kariera
- Lukko U16 (2003-2004)
- Lukko U18 (2004-2006)
- Lukko U20 (2005-2008)
- Lukko (2007-2008)
  -  Suomi U20 (2007)
  -  Hokki (2008)
- TPS U20 (2008)
- TPS (2008-2011)
  -  Kiekko-Vantaa (2009)
  -  TuTo (2010)
- Milwaukee Admirals (2011-2012)
- TPS (2012-2013)
- HC Lev Praga (2013-2014)
- Atłant Mytiszczi (2014-2015)
- Spartak Moskwa (2015-2016)
- Leksands IF (2016-2017)
- HIFK (2017-2020)

Wychowanek klubu Rauman Lukko. Od 2008 zawodnik klubu TPS. Od 2011 do 2012 przekazany do amerykańskiego zespołu Milwaukee Admirals w lidze AHL. Od maja 2012 ponownie w drużynie TPS. Od maja 2013 zawodnik HC Lev Praga, związany dwuletnią umową. Od lipca 2014 zawodnik Atłanta Mytiszczi. Od czerwca 2015 do marca 2016 zawodnik Spartaka Moskwa. Od czerwca 2016 zawodnik Leksands IF. Od sierpnia 2017 zawodnik HIFK. Przedłużał kontrakt z grudniu 2017 i w kwietniu 2019. Grał do końca sezonu 2019/2020, a w styczniu 2022 ogłosił zakończenie kariery.
Uczestniczył w turniejach mistrzostw świata w 2013, 2015.

## Sukcesy

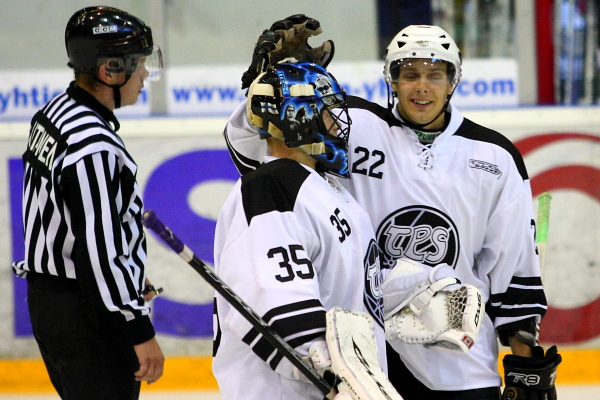
Atte Engren (w środku) w barwach TPS (2009)

Reprezentacyjne
- Srebrny medal mistrzostw świata juniorów do lat 18: 2006

Klubowe
- Srebrny medal Mestis: 2008 z Hokki
- Złoty medal mistrzostw Finlandii: 2010 z TPS
- Finał KHL o Puchar Gagarina: 2014 z HC Lev Praga

Indywidualne
- SM-liiga (2009/2010):
  - Skład gwiazd sezonu
  - Trofeum Urpo Ylönena – najlepszy bramkarz sezonu
- KHL (2013/2014):
  - Piąte miejsce w klasyfikacji meczów bez straty gola w fazie play-off: 1
- Liiga (2017/2018)[11]:
  - Czwarte miejsce w klasyfikacji średniej straconych goli na mecz w sezonie zasadniczym: 2,15